# フォーズン
株式会社フォーズン（FOURSONs Co., Ltd.）は、東京都新宿区にある制作プロダクションである。
WEB動画の制作に特化しており、企画・撮影・編集と対応可能なユーティリティ性の高いクリエイターによって制作を行う。

## 沿革
- 2021年4月1日 - 新宿区西新宿に設立。
- 2023年6月12日 - 動画制作見積依頼書の自動作成サービスの提供を開始[1]。

## 事業内容
- 企業VPをはじめとする広告系WEB動画の企画・制作。
- 映画・ドラマなどの映像コンテンツの企画・制作。
- 動画制作関連のSaaSサービスの開発・運営。